# Simon Belmont
Simon Belmont är en datorspelskaraktär från Konami. 
Belmont var huvudperson i de första Castlevania-spelen som utspelar sig under sent 1600-tal i Transsylvanien. Han är barnbarnsbarn till Christopher Belmont och farfar till Juste Belmont.
I spelet ger sig Simon Belmont in i slottet Castlevania, Draculas slott, för att sätta stopp för vampyren Draculas ondska.
Simon Belmont figurerar i Castlevania, Castlevania II: Simon's Quest, Super Castlevania IV och Castlevania: Judgement.